# Władysław Kaczmarski

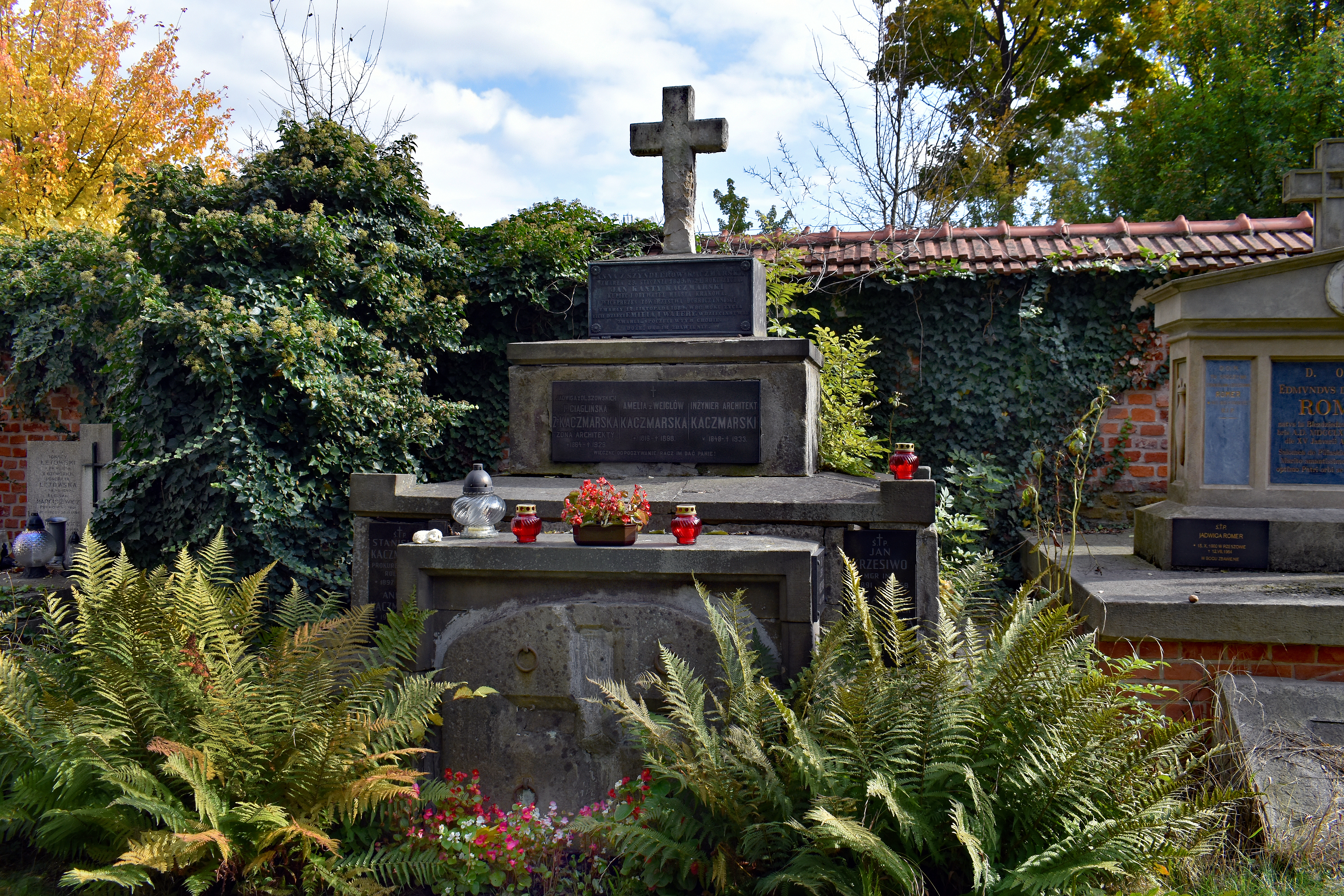
Cmentarz Rakowicki.
Grobowiec Kaczmarskich.

Władysław Kaczmarski (ur. 1848, zm. 1 lutego 1933 w Krakowie) – polski architekt.

## Życiorys
Syn Amelii z Weiglów i Jana Kantego, znanego krakowskiego kupca. Ukończył krakowski Instytut Techniczny, potem studiował na Politechnice w Berlinie. Po powrocie do Krakowa poświęcił się architekturze. Był w 1877 roku jednym z założycieli Krakowskiego Towarzystwa Technicznego. Do 1929 roku należał do jego zarządu. W latach był jego 1878-79 sekretarzem, potem wiceprezesem, a 1894-95 prezesem. W 1912 roku nadano mu tytuł członka honorowego Towarzystwa Technicznego. W 1890 roku powołany do Rady miasta Krakowa w miejsce zmarłego hr. Artura Potockiego, ponieważ podczas wyborów otrzymał w kole większej własności największą liczbę głosów po poprzedniku. Wcześniej był delegowany do komisji teatralnej przy Radzie Miasta z ramienia Towarzystwa. Pochowany na cmentarzu Rakowickim w Krakowie.
Do jego ważniejszych realizacji w Krakowie należą:
- Dom Lekarski
- kamienica, ul. Studencka 21 – dom własny ze Sławomirem Odrzywolskim (1894–1895)
- Kościół Najświętszego Serca Pana Jezusa ul. Garncarska (1900) dla Zgromadzenia Służebnic Najświętszego Serca Jezusowego
- kamienica przy ul. Reformackiej 3 (1905)
- kamienica z Atlantami, ul. Pijarska 3
- Pałac Mańkowskich. Projekt powstał w pracowni Józefa Sowińskiego i Władysława Kaczmarskiego.
- gmach Towarzystwa Rolniczego pl. Szczepański (wspólnie ze Sławomirem Odrzywolskim)

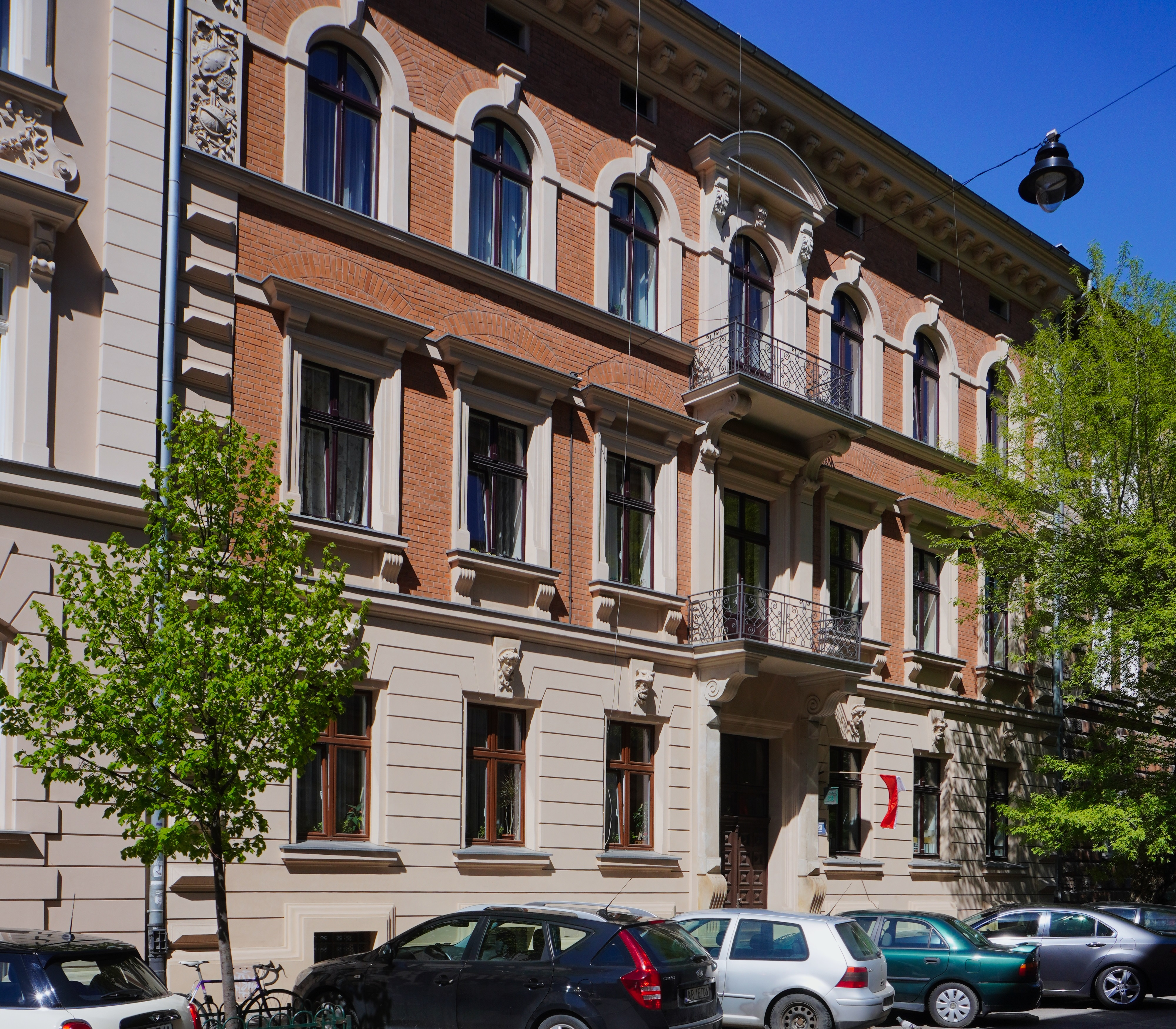
Kamienica (1886–1887, wspólnie ze Sławomirem Odrzywolskim), Kraków, ul. Studencka 23
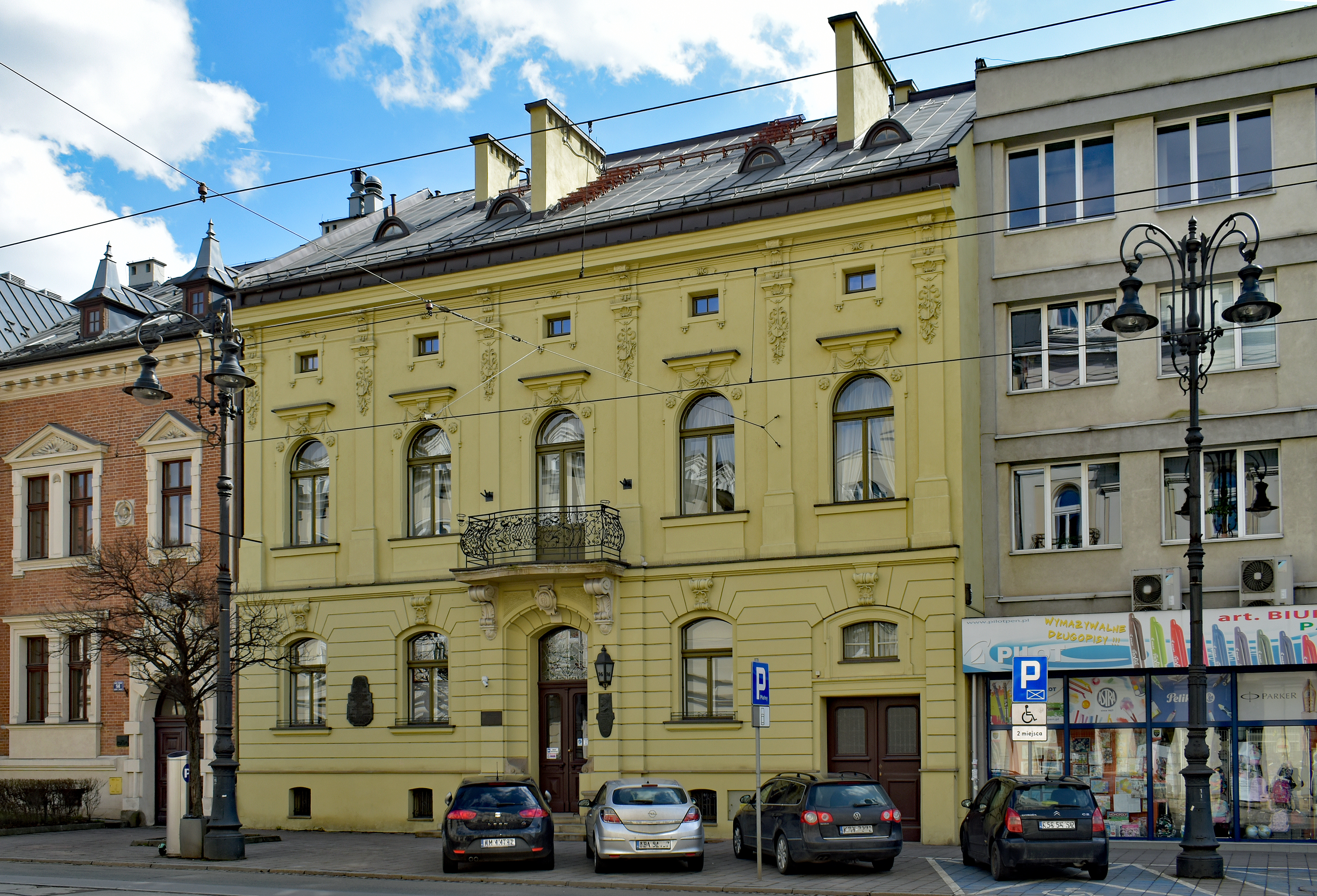
Dom Gościnny AGH „Sienkiewiczówka” (1890) Kraków, ul. Piłsudskiego 16
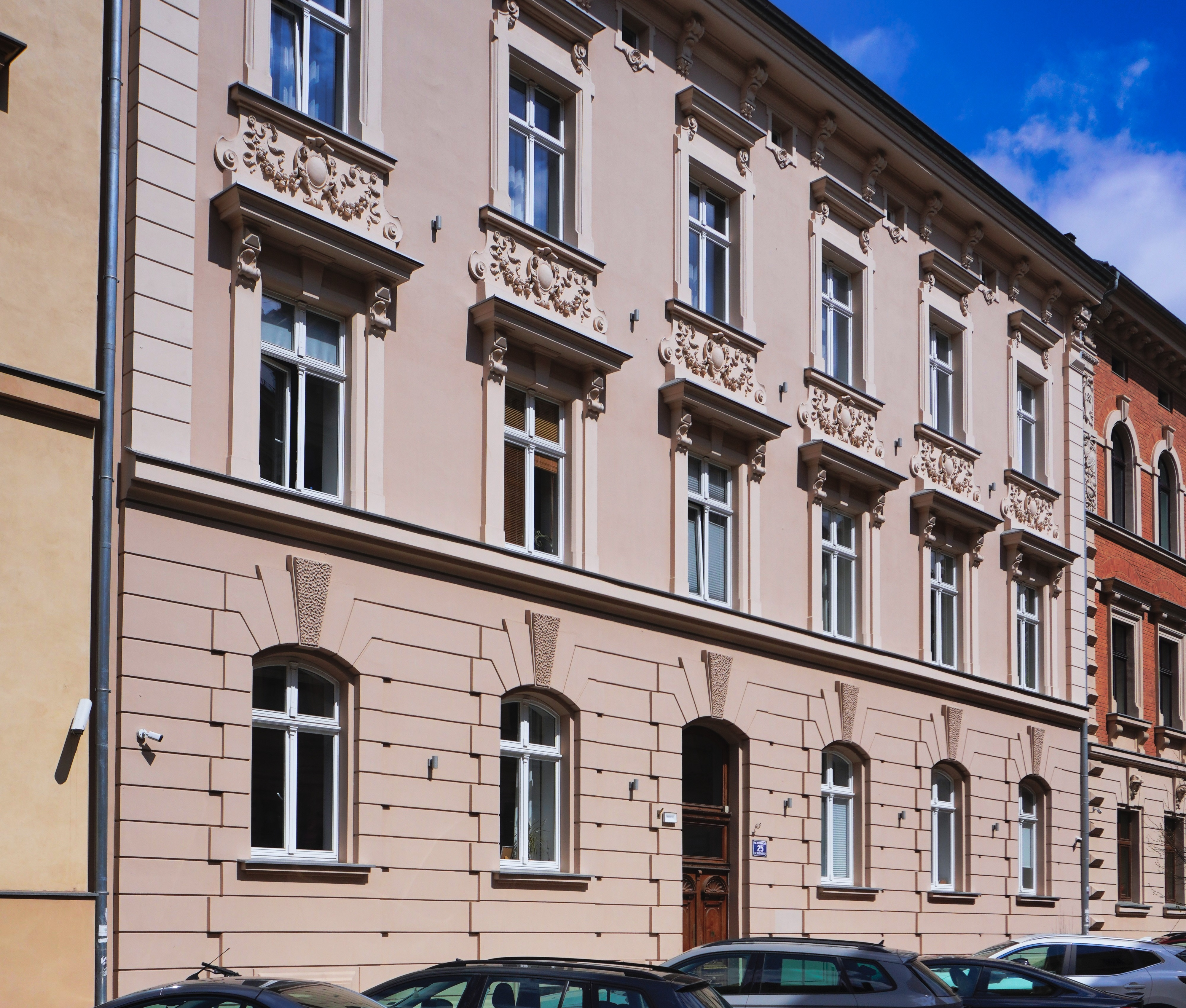
Kamienica (1891–1893), Kraków, ul. Studencka 25
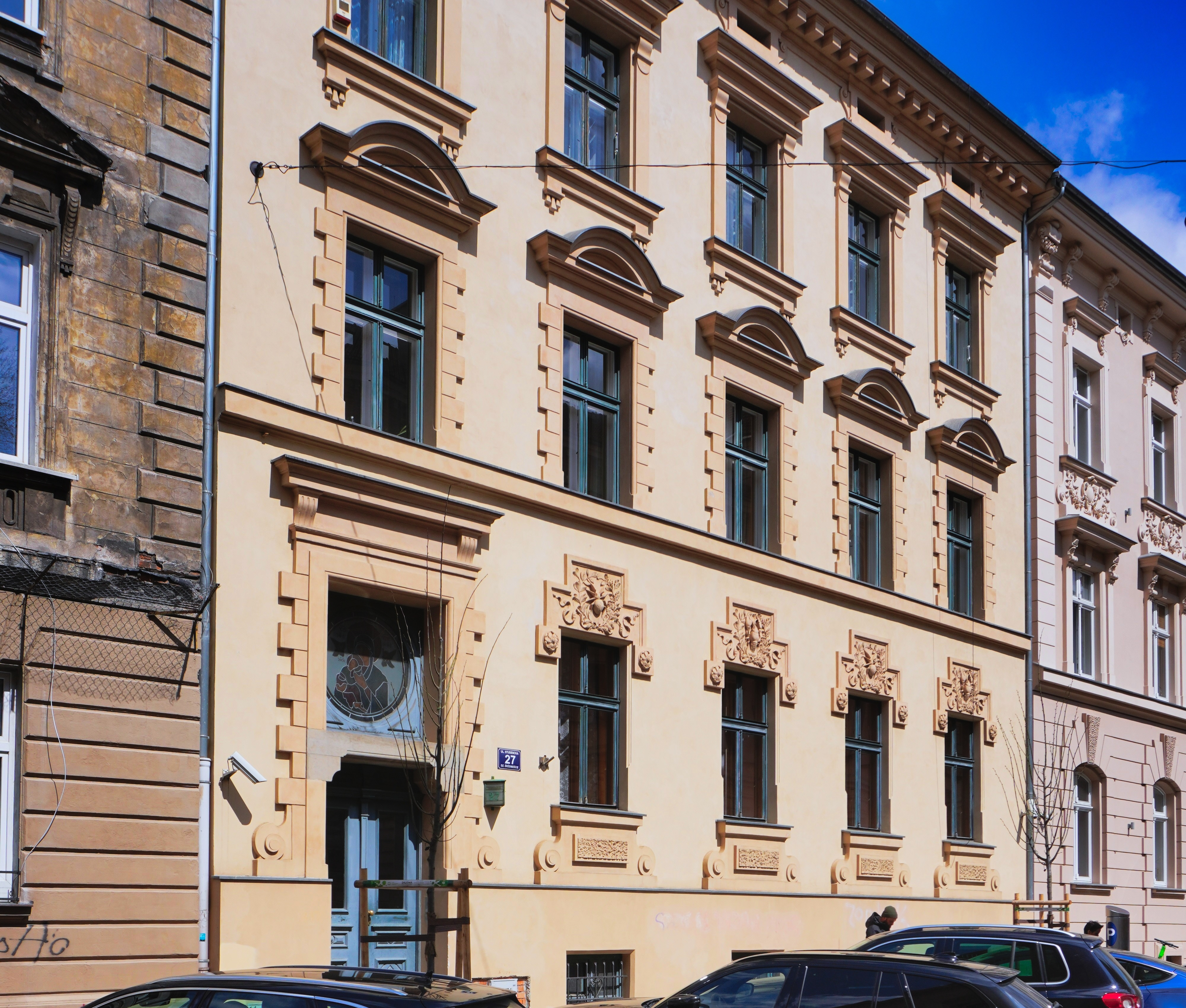
Kamienica (1894–1895), Kraków, ul. Studencka 27
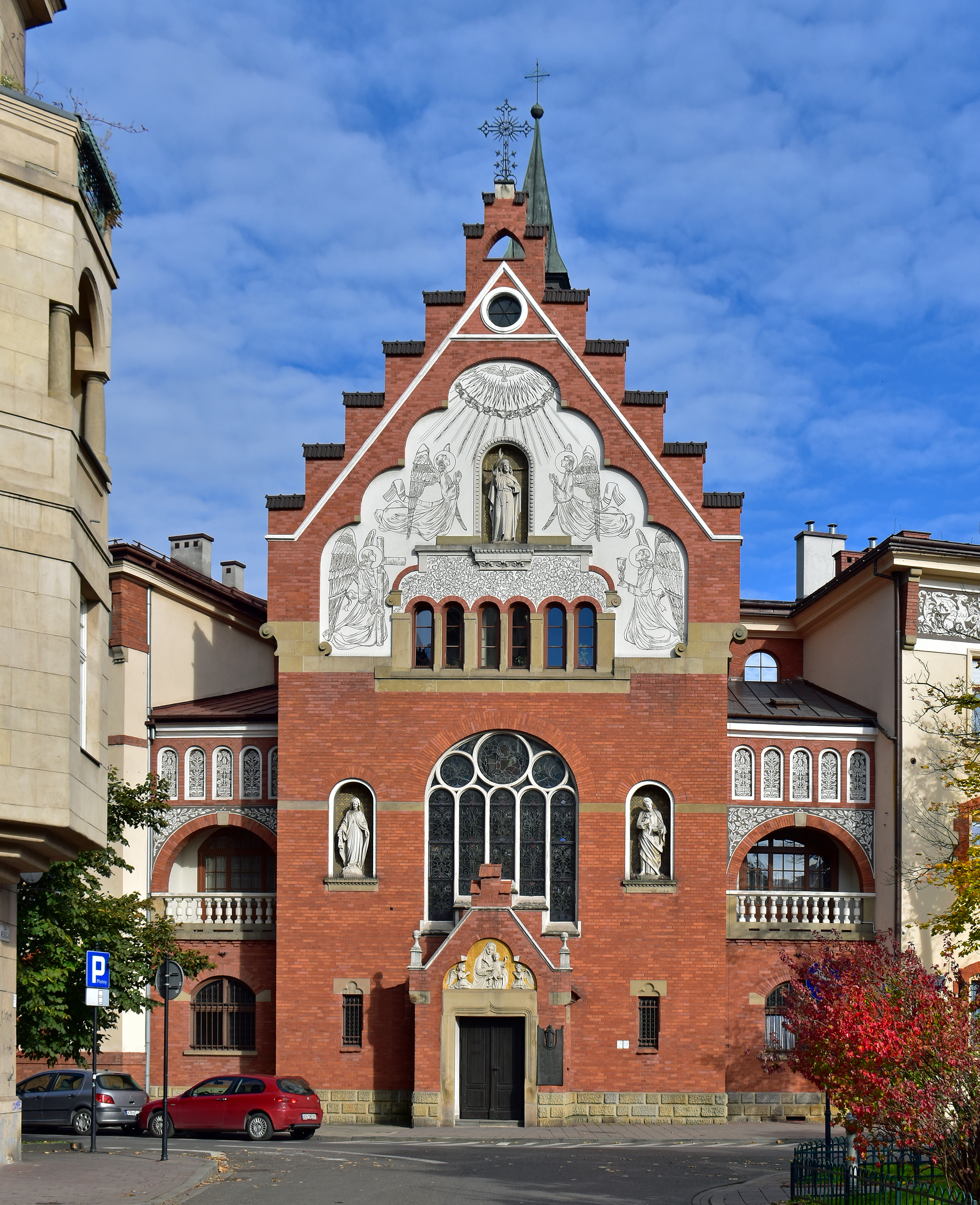
Kościół Najświętszego Serca Pana Jezusa i klasztor sercanek (1895) Kraków, ul. Garncarska 24–26
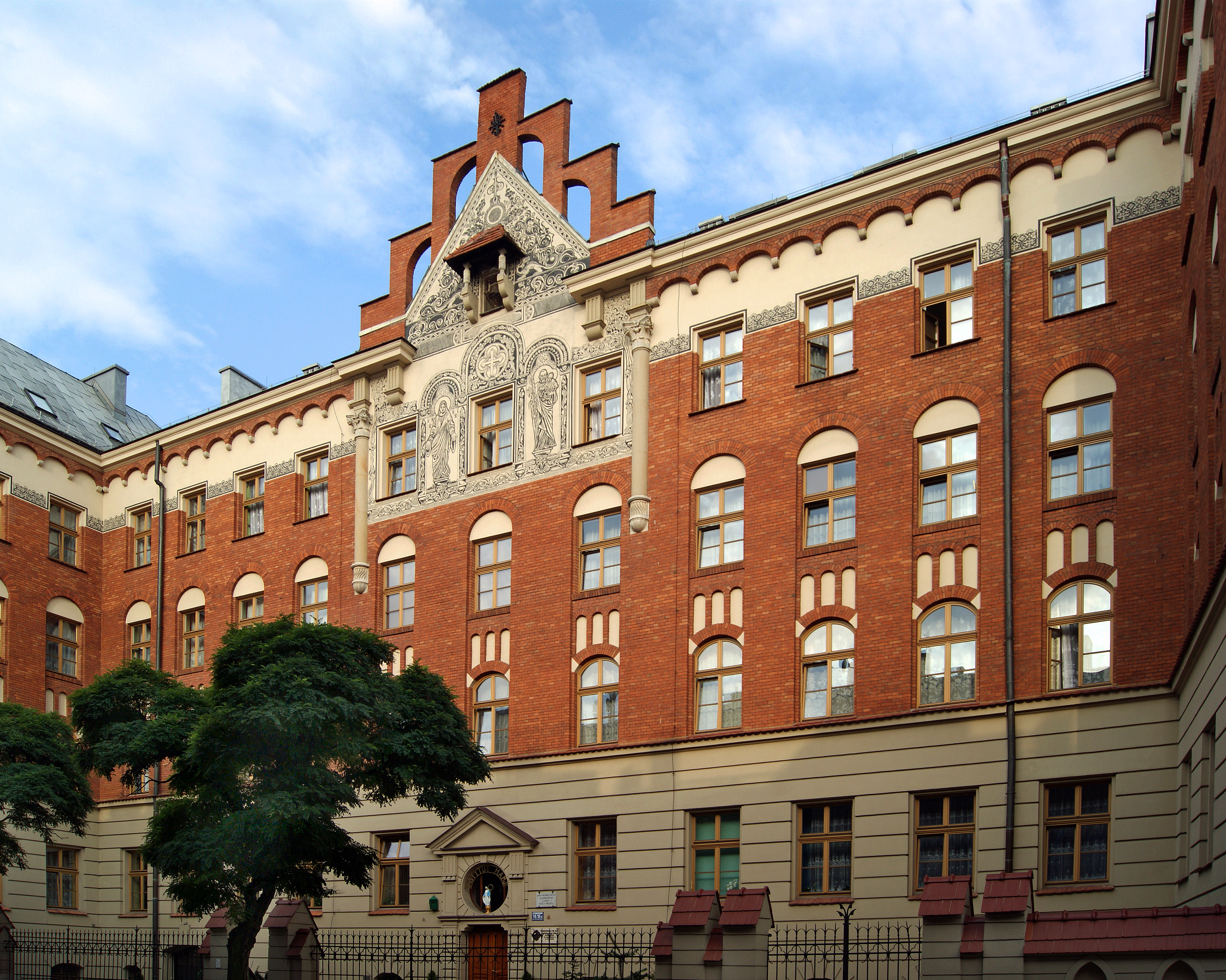
Dom Prowincjalny Zgromadzenia Córek Bożej Miłości (1899) Kraków, ul. Pędzichów 16-16a
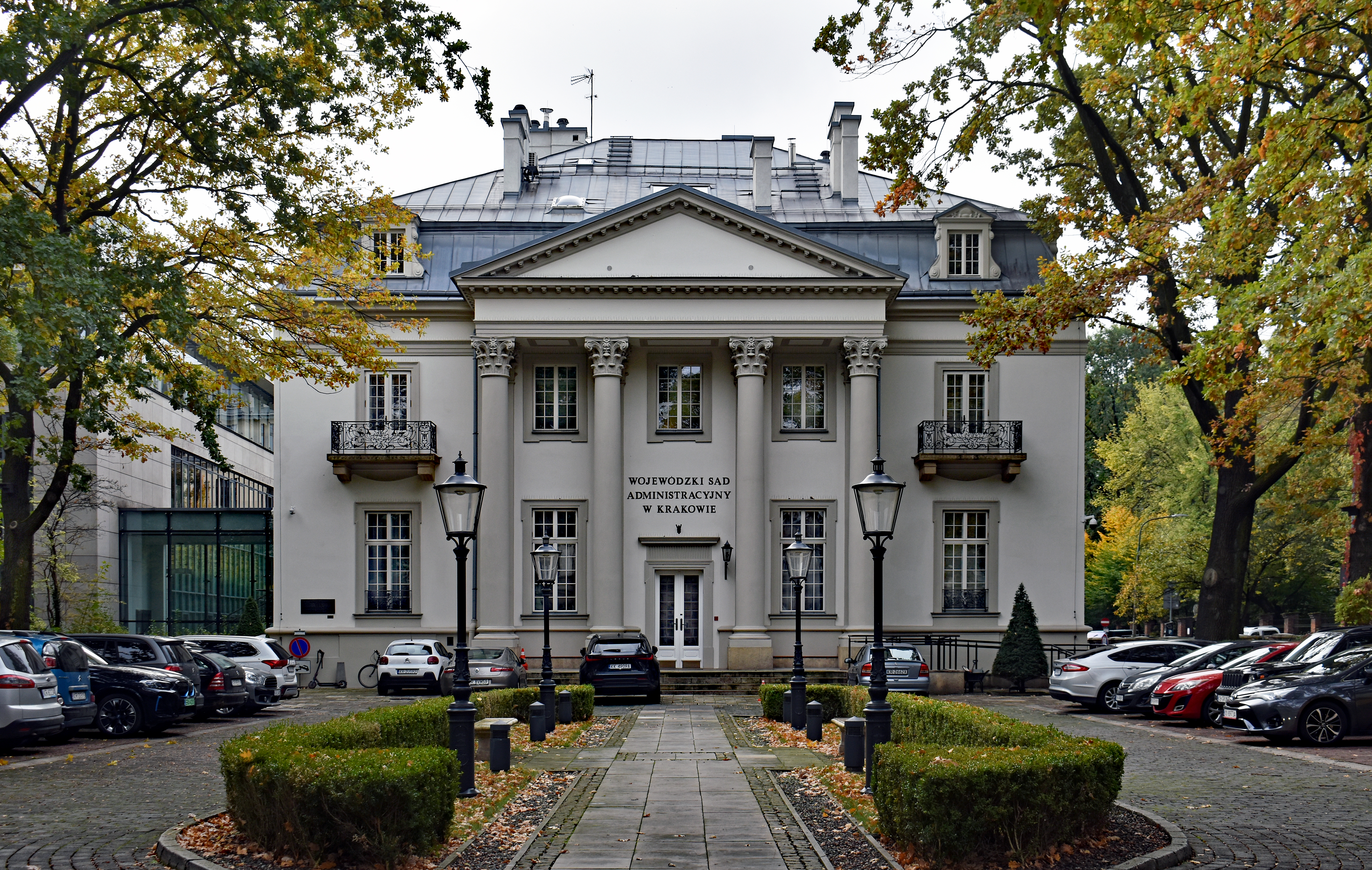
Pałac Mańkowskich (1901) Kraków, ul. Topolowa 5
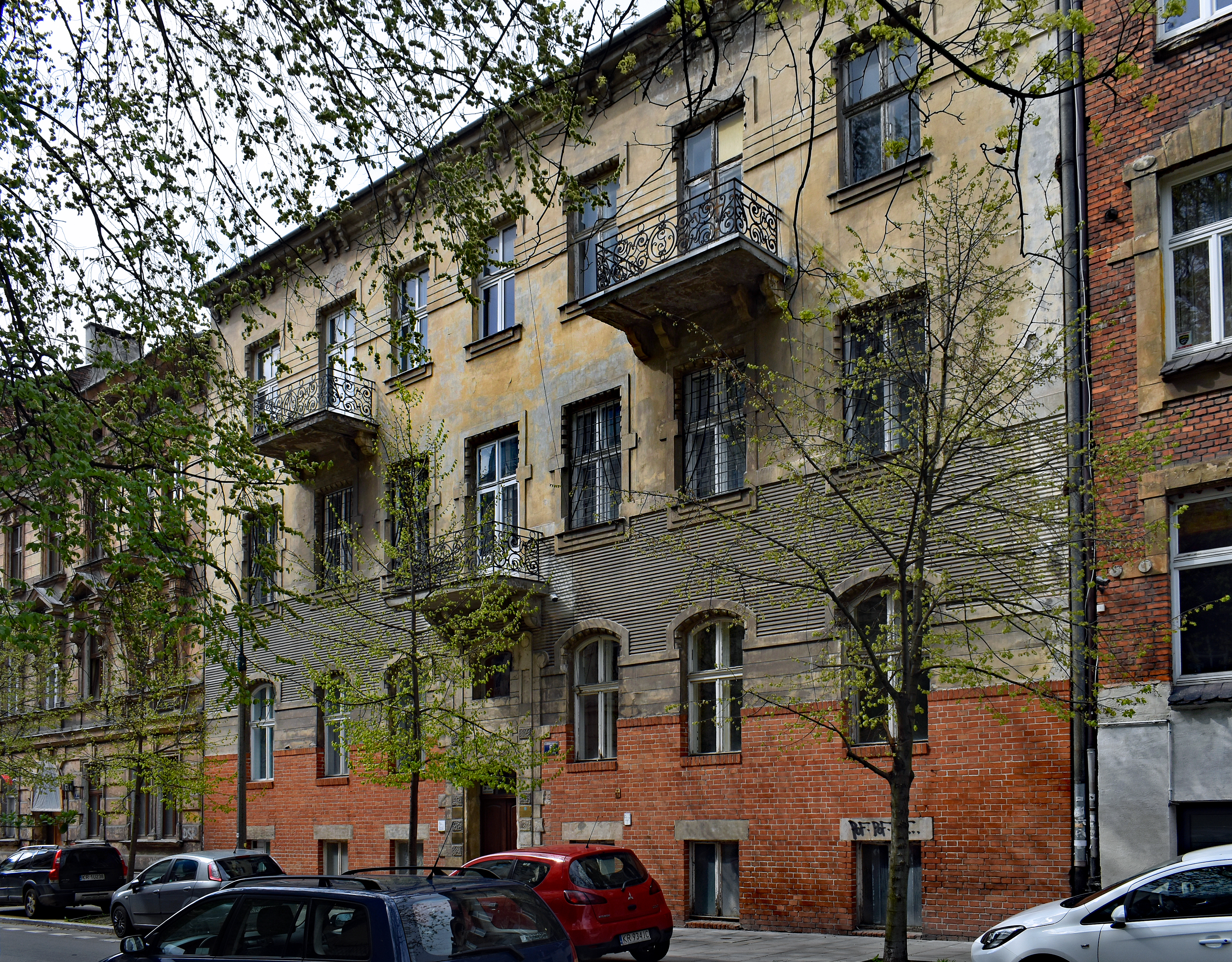
Kamienica (1907) Kraków, ul. H. Siemiradzkiego 5
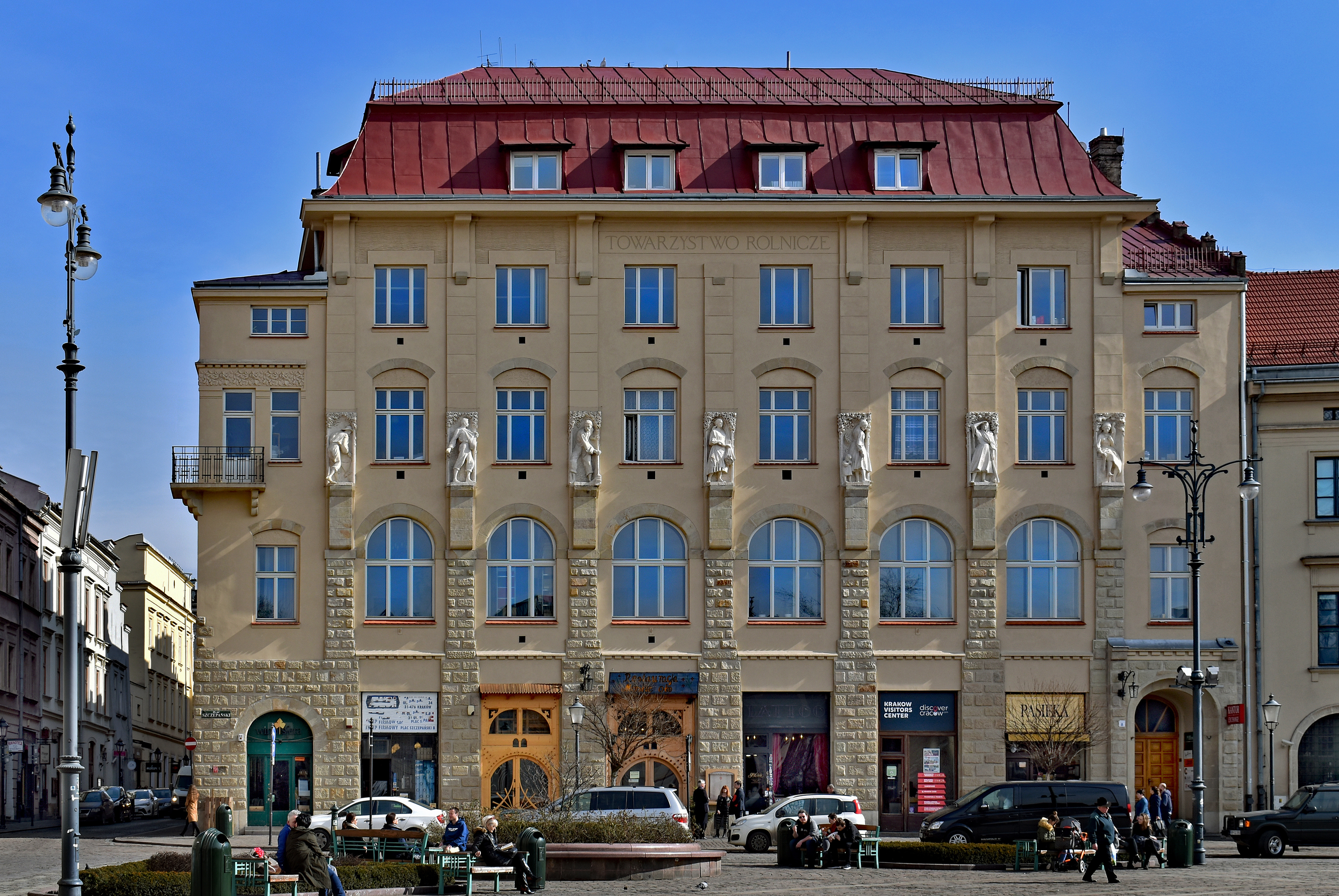
Budynek Towarzystwa Rolniczego (1908) Kraków, pl. Szczepański 8